# UFC Fight Night: Rockhold vs. Bisping
UFC Fight Night: Rockhold vs. Bisping è stato un evento di arti marziali miste tenuto dalla Ultimate Fighting Championship svolto l'8 novembre 2014 all'Allphones Arena di Sydney, Australia.

## Retroscena
Questo fu il quarto evento organizzato dalla UFC a Sydney e il sesto in Australia. L'ultimo evento tenutosi a Sydeny fu UFC on FX: Alves vs. Kampmann il 3 marzo 2012.
Ray Borg doveva affrontare Richie Vaculik. Tuttavia, Borg subì un infortunio e venne sostituito da Neil Seery.
Patrick Williams, che doveva affrontare Jumabieke Tuerxun, si infortunò e venne sostituito da Marcus Brimage.
L'incontro dei pesi piuma tra Mike Eddiva e Mike De La Torre venne cancellato dopo l'infortunio da parte di entrambi i lottatori.
Daniel Omielańczuk doveva affrontare Soa Palelei. Tuttavia, Omielańczuk dovette rinunciare al match per infortunio, venendo in seguito sostituito da Walt Harris.
Aljamain Sterling doveva inizialmente sfidare Frankie Saenz, ma successivamente la UFC lo sostituì con il nuovo arrivato Michael Imperato. Tuttavia il contratto con quest'ultimo venne rescisso e Sterling venne rimosso totalmente dalla card.
L'evento ottenne il record con più finalizzazioni (11) nella storia della UFC.

## Risultati
|                  | Divisione         |                  |                 |                   | Metodo                                   | Round           | Tempo           | Premio          |
| Card Principale  | Card Principale   | Card Principale  | Card Principale | Card Principale   | Card Principale                          | Card Principale | Card Principale | Card Principale |
| ---------------- | ----------------- | ---------------- | --------------- | ----------------- | ---------------------------------------- | --------------- | --------------- | --------------- |
|                  | Pesi Medi         | Luke Rockhold    | batte           | Michael Bisping   | Sottomissione (ghigliottina)             | 2               | 0:57            | POTN            |
|                  | Pesi Leggeri      | Al Iaquinta      | batte           | Ross Pearson      | KO Tecnico (pugni)                       | 2               | 1:39            |                 |
|                  | Pesi Medi         | Robert Whittaker | batte           | Clint Hester      | KO Tecnico (ginocchiata e pugni)         | 2               | 2:43            | FOTN            |
|                  | Pesi Massimi      | Soa Palelei      | batte           | Walt Harris       | KO Tecnico (pugni)                       | 2               | 4:49            |                 |
| Card preliminare |                   |                  |                 |                   |                                          |                 |                 |                 |
|                  | Pesi Leggeri      | Jake Matthews    | batte           | Vagner Rocha      | Sottomissione Tecnica (rear-naked choke) | 2               | 1:59            |                 |
|                  | Pesi Mediomassimi | Anthony Perosh   | batte           | Guto Inocente     | Sottomissione (rear-naked choke)         | 1               | 3:46            |                 |
|                  | Pesi Welter       | Sam Alvey        | batte           | Dylan Andrews     | KO (pugni)                               | 1               | 2:16            |                 |
|                  | Pesi Mosca        | Louis Smolka     | batte           | Richie Vaculik    | KO Tecnico (calcio in testa e pugni)     | 3               | 0:18            | POTN            |
|                  | Pesi Welter       | Chris Clements   | batte           | Vik Grujic        | KO Tecnico (pugni)                       | 1               | 4:06            |                 |
|                  | Pesi Medi         | Dan Kelly        | batte           | Luke Zachrich     | Sottomissione (kimura)                   | 1               | 4:27            |                 |
|                  | Pesi Gallo        | Marcus Brimage   | batte           | Jumabieke Tuerxun | KO (calcio in testa)                     | 1               | 2:58            |                 |

## Premi
I lottatori premiati ricevettero un bonus di 50.000 dollari.
Legenda:
- FOTN: Fight of the Night (vengono premiati entrambi gli atleti per il miglior incontro dell'evento)
- POTN: Performance of the Night (viene premiato il vincitore per la migliore performance dell'evento)

## Incontri Annullati
|  | Divisione    |                   |        |                    | Motivo                                    |
|  | ------------ | ----------------- | ------ | ------------------ | ----------------------------------------- |
|  | Pesi Mosca   | Ray Borg          | contro | Richie Vaculik     | Borg subì un infortunio                   |
|  | Pesi Gallo   | Jumabieke Tuerxun | contro | Patrick Williams   | Williams subì un infortunio               |
|  | Pesi Piuma   | Mike Eddiva       | contro | Mike De La Torre   | Entrambi si infortunarono                 |
|  | Pesi Massimi | Soa Palelei       | contro | Daniel Omielańczuk | Omielańczuk subì un infortunio            |
|  | Pesi Mosca   | Richie Vaculik    | contro | Neil Seery         | Seery subì un infortunio                  |
|  | Pesi Gallo   | Aljamain Sterling | contro | Frankie Saenz      | Saenz venne rimosso dalla card            |
|  | Pesi Gallo   | Aljamain Sterling | contro | Michael Imperato   | La UFC rescisse il contratto con Imperato |